# Historia del Estado de Guerrero
La historia del Estado de Guerrero tiene gran riqueza, pues ha estado presente en todos los movimientos de la historia de México.

## Época colonial

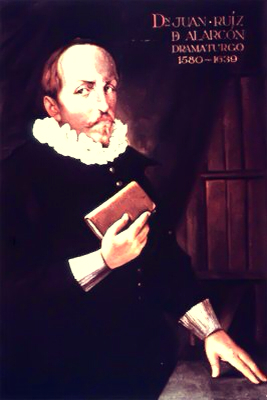
Retrato de Juan Ruiz de Alarcón.

Una vez que Tenochtitlán fue destruida y los mexicas sometidos, el Océano Pacífico atrajo la atención de los conquistadores, esencialmente por motivos económicos. En 1519 Hernán Cortés ordenó que se explorara la provincia de Zihuatlán o Zacatula, como la llamaron los conquistadores, para cerciorarse de la existencia del Mar del Sur y de las riquezas en oro y perlas; la expedición estuvo a cargo de Gonzalo de Umbría. A fines de 1520 el mismo Cortés mandó reconocer la región taxqueña, con el objetivo de localizar metales para fundir piezas de artillería. De esta manera, la penetración armada fue formalizando la conquista del territorio sureño, que no opuso gran resistencia, debido al temor que había despertado la noticia de la caída de Tenochtitlán.

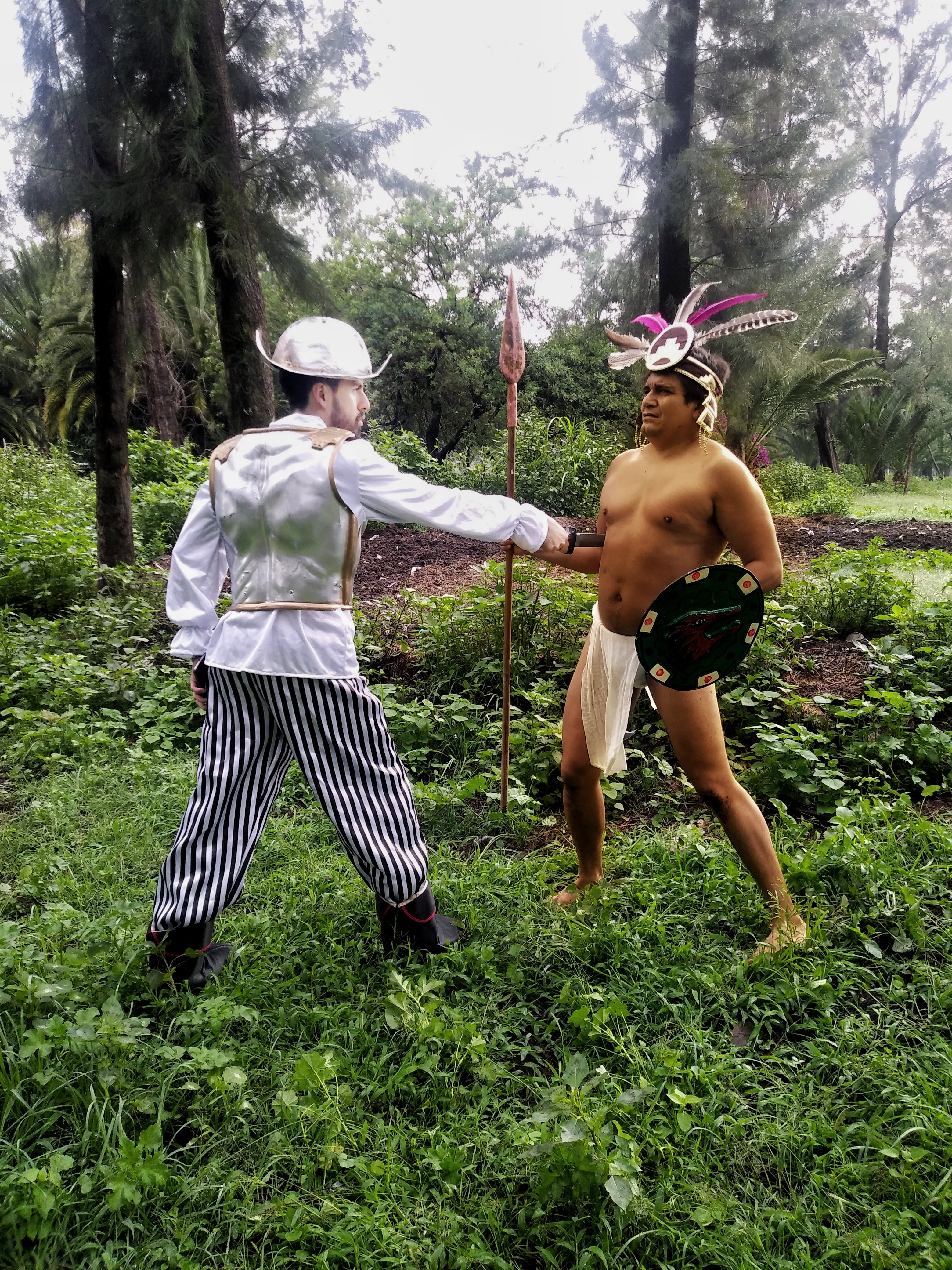
Recreación de una batalla entre un indígena y un conquistador.

Al conformarse la primera división política de la Nueva España, en el segundo tercio del siglo XVI, se estableció la Real Audiencia y se dividió el territorio de la Nueva España en cinco provincias, dentro de las cuales se establecieron Corregimientos y Alcaldías Mayores que tenían por objeto vigilar el orden de los pueblos y regular las relaciones entre los españoles y las comunidades indígenas. De esta manera se establecieron en el territorio sureño las alcaldías mayores de Tlapa bajo la jurisdicción de la provincia de Puebla; Taxco, Iguala, Chilapa y Acapulco de la de México y Zacatula bajo provincia de Valladolid.
La evangelización se llevó a cabo principalmente por los frailes agustinos en la zona Centro, La Montaña y Tierra Caliente y por los franciscanos en la zona Norte, la Costa Grande y Acapulco.
Durante el Siglo de Oro español, sobresalió en la literatura el guerrerense Juan Ruiz de Alarcón, nacido en Taxco a finales del siglo XVI. En la segunda mitad del siglo XVII el gobierno español transformó la organización política sustituyendo las audiencias por intendencias y las alcaldías por partidos. Su nombre se debe al principal general. Vicente Guerrero

## La Independencia
Los tres siglos de colonia gestaron un ambiente prerevolucionario y un profundo sentimiento de liberación en el pueblo suriano, que estalló con el movimiento insurgente. Se dieron diversas conspiraciones realizadas por criollos, la más significativa fue la de Valladolid (hoy Morelia) en 1809, en la que participó Don José María Izazaga, originario de la hacienda El Rosario, en el actual municipio de Coahuayutla. Esta conspiración fue descubierta el 20 de diciembre, pero los conspiradores fueron indultados de la pena capital por el virrey, arzobispo Francisco Javier de Lizana y Beaumont.
En 1810 fue organizada la conspiración de Querétaro, a cargo del cura Miguel Hidalgo, el corregidor Miguel Domínguez, su esposa Josefa Ortiz de Domínguez, los militares Ignacio Allende, Juan Aldama y Mariano Abasolo, que logró levantar el primer movimiento armado contra el poder colonialista español, con el Grito de Dolores, logrando iniciar así la lucha por la Independencia de México.
El 20 de octubre de 1810, Hidalgo comisionó a José María Morelos para levantar en armas al sur, consciente de la importancia que tenía para la causa el puerto de Acapulco. Morelos entró a tierras surianas siguiendo la ruta de la Costa Grande. Después de varios intentos fallidos para tomar el puerto Morelos dejó tendido un cerco y marchó a los valles centrales, donde se unieron a la causa: Vicente Guerrero a quien el nombre del estado rinde homenaje, Nicolás Bravo, otro caudillo que llegó a la presidencia en 1839, y que combatió bajo las órdenes de José María Morelos, junto con Hermenegildo Galeana y Leonardo Bravo, y en el segundo círculo de insurgentes se encontraba Juan N. Álvarez, quien años más tarde impulsaría, junto con Nicolás Bravo, la creación del estado, y sería su primer gobernador, así como el matrimonio Catalán en Chilpancingo.
En 1810 proveniente de Zacatulaen José María Izazaga, benefactor insurgente se integró con 130 hombres al ejército Insurgente en Petatlán, estado Guerrero.
El 6 de septiembre de 1813 fue inaugurado en el templo de Nuestra Señora de la Asunción en Chilpancingo, el Congreso de Anáhuac, una idea que Morelos había recibido de Miguel Hidalgo, en su encuentro con él el 20 de octubre de 1810, y que pretendía establecer bases legislativas para la organización de la lucha por la Independencia. El día que inauguró el Congreso, Morelos pronunció un famoso discurso conocido como Sentimientos de la Nación, documento que ha servido de inspiración para muchas generaciones de políticos. 
El Congreso promulgó el 13 de septiembre el Acta Solemne de la Declaración de Independencia de la América Septentrional, declarando a México como nación independiente.
El 22 de octubre de 1814, fue expedida la Constitución de Apatzingán, primer documento en la historia del constitucionalismo mexicano. 
A la muerte de Morelos, Vicente Guerrero tomó en sus manos la bandera de la insurrección en un periodo de resistencia, entre 1816 y 1820, cuando muchos insurgentes como Nicolás Bravo e Ignacio López Rayón, se acogieron a la política del indulto, instrumentada por el virrey Juan Ruiz de Apodaca, y sólo Guerrero y Guadalupe Victoria en Veracruz, se mantenían como insurgentes; por lo demás, el país estaba casi pacificado.
En 1820 Apodaca, en vista de que Guerrero no podía ser derrotado, comisionó al coronel Agustín de Iturbide (artífice de la caída de Morelos, y quien se encontraba retirado desde 1816 debido a un escándalo de corrupción) como comandante de las fuerzas realistas en el sur del país.
Pronto, Iturbide se dio cuenta de que las fuerzas de Guerrero conocían mucho mejor que los realistas la zona montañosa de Guerrero, y no podían derrotarlos; por su parte Guerrero estaba aislado del país y no podía seguir solo la lucha. Por los motivos antes enunciados, Guerrero e Iturbide crearon el Ejército Trigarante con el abrazo de Acatempan el 10 de enero de 1821.
Iturbide y Guerrero firmaron el 24 de febrero el Plan de Iguala o de las tres garantías (independencia, libertad y religión), que entre sus postulados estaban invitar a todos los habitantes de la Nueva España a olvidar sus divisiones y a unirse para alcanzar la independencia. México sería una nación independiente gobernada por el rey Fernando u otro príncipe conservador europeo; criollos y peninsulares tendrían los mismos derechos y privilegios; y la Iglesia católica continuaría teniendo sus privilegios y el monopolio religioso en México. Creado el ejército de las Tres Garantías, fue puesto bajo el comando de Iturbide para enforzar el Plan de Iguala. El plan satisfizo a liberales y conservadores: la meta de la independencia y la protección de la Iglesia católica hicieron posible que todos se unieran al movimiento independentista.
En agosto, el virrey Apodaca fue removido y en su lugar llegó Juan O'Donojú, último virrey, quien firmó los Tratados de Córdoba, con los que se reconocía la independencia de México, y el Ejército Trigarante entró a la Ciudad de México el 27 de septiembre de 1821.

## La creación del Estado

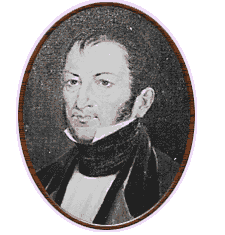
Nicolás Bravo, caudillo de la Independencia e impulsor de la creación del estado.

En noviembre de 1810 Morelos hizo conocer a sus tropas la intención de erigir una provincia en el sur del país, llamada Nuestra Señora de Guadalupe de Tecpan con territorios de las intendencias de Puebla, México y Valladolid, pero con el declive de la campaña de Morelos, el proyecto quedó en el olvido.
Fue hasta 1823, en el Segundo Congreso Constituyente que Nicolás Bravo y Vicente Guerrero recuperaron la idea de Morelos; la creación del Estado del Sur, que tendría el mismo territorio de la Capitanía General del Sur, pero el Congreso rechazó la propuesta, estableciéndose la Comandancia Militar del Sur, con centro de operaciones en Chilpancingo.
Al morir fusilado Vicente Guerrero en Cuilapan, Oaxaca, el 14 de febrero de 1831, varios diputados (entre ellos el futuro presidente Benito Juárez) solicitaron en 1833 la creación del estado de Guerrero, y el cambio de nombre de Cuilapan por Guerrerotitlán, con el apoyo del cacique Juan Álvarez y de Nicolás Bravo; pero la propuesta no fue aprobada.
El 15 de mayo de 1849 el presidente José Joaquín de Herrera envió al Congreso la iniciativa para crear el estado de Guerrero, con territorio de los Estados de Michoacán, Puebla y México. La iniciativa fue aprobada por la Cámara de Diputados el 20 de octubre y por el Senado el 26 de octubre.
El día 27 de octubre de 1849 en sesión solemne del Congreso de la Unión, fue declarado constituido legalmente el Estado Libre y Soberano de Guerrero, y se nombró al general Juan Álvarez como comandante general interino. Desde entonces el estado de guerrero tiene ese nombre

## Liberalismo

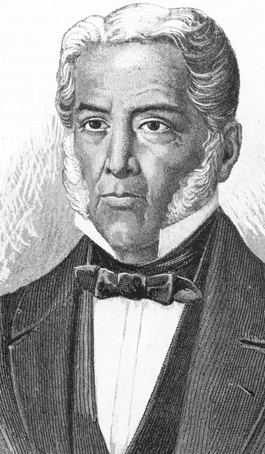
Juan N. Álvarez, primer gobernador del estado.

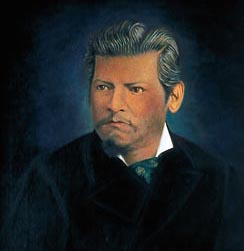
Ignacio Manuel Altamirano, padre de la literatura mexicana moderna.

En enero de 1850 se celebraron elecciones para diputados a la Legislatura Constituyente del Estado, que una vez integrada el 30 de enero en Iguala ratificó el 31 de enero a Juan Álvarez como primer gobernador del estado, pero el 13 de junio Álvarez solicitó licencia para ausentarse del gobierno y fue designado por la legislatura el coronel Miguel García, quien estuvo en el cargo hasta el 15 de enero de 1851, y promulgó la Ley Orgánica Provisional, para la organización del estado, que designaba a Tixtla como capital del Estado.
El 26 de junio de 1851 fue publicada la Constitución Política del Estado Libre y Soberano de Guerrero.
Entre 1862 y 1867 el Estado participó activamente en la defensa de la soberanía nacional, que fue amenazada por la Intervención Francesa.
Fue entonces cuando se dio el inicio del esplendor cultural en Guerrero, con su máximo exponente Ignacio Manuel Altamirano, uno de los más conocidos literatos mexicanos, quien también fungió como político y militar, y era de raza indígena. Murió siendo cónsul en San Remo, Italia.
Tras la derrota del ejército francés en 1867 y la caída del emperador Maximiliano de Habsburgo, el estado volvió a su vida normal, y el hijo de Juan Álvarez, Diego, asumió la gubernatura y promulgó una nueva constitución el 26 de junio de 1874.
Juárez murió el 18 de julio de 1872 y le sustituyó el presidente de la Suprema Corte de Justicia, Sebastián Lerdo de Tejada, quien indultó a los participantes en la revuelta de la Noria, y convocó a elecciones para noviembre, en las que fue reelecto.
En 1876 hubo nuevamente elecciones presidenciales y competían Lerdo contra Díaz, el primero resultó triunfador y Díaz promulgó el Plan de Tuxtepec, que convocó nuevamente a una revuelta.
En el estado de Guerrero el movimiento fue secundado por Vicente Cuenca en Iguala, José Sánchez en Soyatlán, Jesús Márquez en Chilapa y Enrique M. Sosa en Atlamajac. Nuevamente el general Diego Álvarez encabezó la defensa de la institucionalidad y logró ganar varias batallas en la zona centro; los porfiristas, reforzados por sus correlegionarios poblanos, vencieron definitivamente en Amojileca, en el municipio de Chilpancingo y en el Playón, a un costado de Xaltianquis en el municipio de Acapulco. 
En Tlaxcala venció definitivamente Díaz a las fuerzas del gobierno y de esta manera asumió el poder que mantuvo durante casi 30 años.

## SiglosXXyXXI
Desde finales del siglo XIX se gestaron movimientos contra la dictadura de Porfirio Díaz, y en Guerrero el más famoso fue el de Canuto A. Neri, contra el gobernador Francisco O. Arce, en 1893, donde las fuerzas de Arce fueron derrotadas y Neri asumió provisionalmente la gubernatura.
En 1891 se desarrolló un movimiento dirigido por José Cuevas que llegó a reunir una gran cantidad de comunidades de los valles centrales y que pretendía la caída de la dictadura.
En 1901, surgió un nuevo levantamiento en Mochitlán y Quechultenango, al mando de Anselmo Bello y Gabino Gardeño, quienes proclamaron el Plan del Zapote.to |añoacceso=2012 |apellido= |nombre= En él se desconocía al presidente Díaz, se exigía el respeto a las elecciones democráticas y el reparto de tierras. Al conocer la situación Díaz mandó al coronel Victoriano Huerta a sofocar la rebelión.
En 1909 el hacendado coahuilense Francisco I. Madero publicó el libro La sucesión presidencial en 1910, y viajó por el país en una gira política sin precedentes, organizando el Partido Nacional Antirreeleccionista, que tuvo filiales en la mayoría de los estados de la república. En Huitzuco, con la orientación de Octavio Bertrana, se formó el "Círculo Antirreeleccionista Juan N. Álvarez", encabezado por los hermanos Ambrosio, Rómulo y Francisco Figueroa.
En febrero de 1911, los Figueroa libraron uno de los primeros combates en el sur, en Atenango del Río. Para julio, tras la caída de Díaz y durante el interinato de Francisco León de la Barra se libró el primer combate del ejército zapatista, comandado por Emiliano Zapata.
Cuando se celebró el Congreso Constituyente (entre diciembre de 1916 y enero de 1917) en Querétaro, asistieron tres diputados guerrerenses, quienes pugnaron principalmente por la inclusión de los derechos agrarios en la Carta Magna, hecho que se vio consagrado en el artículo 27.
En la llamada época del milagro mexicano hubo un desarrollo turístico de Guerrero, principalmente de Acapulco, inspirado pro Miguel Alemán Valdés, presidente entre 1946 y 1952. En 1950, la Costera de Acapulco fue nombrada en honor de Alemán.
Durante la década de 1970 el estado de Guerrero fue escenario de varios movimientos opositores al régimen priista del país. Empujados en cierta manera por la poca atención a sus demandas, un grupo de profesores —entre ellos Lucio Cabañas y Genaro Vázquez— optaron por la lucha armada. La Asociación Cívica Nacional Revolucionaria y la Brigada de Ajusticiamiento del Partido de los Pobres tuvieron un gran impacto en la opinión pública nacional. Este último grupo, comandado por Cabañas Barrientos, secuestró a Rubén Figueroa Figueroa (senador por Guerrero y futuro gobernador del estado) en 1974, lo que dio pie a una dura represión por parte del Ejército Mexicano. Como resultado, Cabañas Barrientos fue muerto en Técpan de Galeana, suerte que corrieron otros miembros de las guerrillas de la Sierra Madre del Sur. Otros fueron detenidos y desaparecidos.